# Aron Nels Steinke
Aron Nels Steinke (né en janvier 1981 à Portland) est un auteur de bande dessinée et enseignant américain qui publie des bandes dessinées depuis 2006. En 2015, il publie avec sa compagne Ariel Cohn la bande dessinée pour enfants The Zoo Box.

## Biographie
Aron Nels Steinke naît en janvier 1981 à Portland dans l'Oregon. En 2006 il reçoit un prix de la fondation Xeric qui lui permet d'éditer ses premiers comics qui constituent une œuvre autobiographique en cinq volumes intitulée Big Plans. En 2009 il publie le roman graphique Neptune. À côté de ces comics il rédige aussi les albums pour enfants The Super Crazy Cat Dance et The Super-Duper Dog Park. Parallèlement à l'écriture de comics, Aron Nels Steinke enseigne dans le secondaire.
En 2015 il reçoit un prix Eisner pour The Zoo Box dans la catégorie bande dessinée pour la jeunesse. La maison d'édition Scholastic lui propose alors de créer une série qu'elle publierait. S'inspirant de son ancienne série autoéditée Mr. Wolf, Nels Steinke développe La Classe de M. Loup (Mr. Wolf's Class), publiée à partir de 2018. La série compte en 2024 cinq épisodes.

## Publications

### Albums en anglais
- Neptune, Sparkplug Comic Books et Tugboat Press, 2009.
- Balloon Toons, Blue Apple Books :

1. The Super Crazy Cat Dance, 2010.
2. The Super-Duper Dog Park, 2011.

- Bridge City Comics, Bridge City Comics, 2012. Recueil d'histoire courtes publiées depuis 2007.
- The Zoo Box (dessin), avec Ariel Cohn (scénario), First Second, 2014.
- Mr. Wolf's Class, Scholastic, coll. « Graphix » :

1. Mr. Wolf's Class, 2018  (ISBN 9781338047684).
2. Mystery Club, 2019  (ISBN 9780876173077).
3. Lucky Stars, 2019  (ISBN 9781338047837).
4. Field Trip, 2020 (ISBN 9781338617634).
5. Snow Day, 2022  (ISBN 9781338746785).

### Traductions en français
- Neptune, Çà et là, 2012  (ISBN 9782916207643).
- Zoo Box, Jungle !, 2016  (ISBN 9782822214674).
- La Classe de M. Loup, Scholastic :

1. La Classe de M. Loup, 2022  (ISBN 9781443194464).
2. Club Mystère, 2023  (ISBN 9781039701649).

## Prix
- 2015 : Prix Eisner de la meilleure publication pour jeunes lecteurs pour The Zoo Box (avec Ariel Cohn)